# 鹿間千尋
鹿間 千尋（しかま ちひろ、1951年4月3日 - ）は、日本の実業家。日清丸紅飼料代表取締役社長や、日本飼料工業会会長、中国日本商会会長などを務めた。

## 人物・経歴
長崎県出身。1975年東京外国語大学外国語学部フランス語学科卒業、丸紅入社。1997年広州支店長兼丸紅広州会社社長。2000年海外電力事業部長。2001年丸紅パワーシステムズ出向。2002年ユーティリティ・インフラ部門長補佐。2003年ユーティリティ・インフラ総括部長。2005年人事部長。2007年執行役員人事部長。2009年には執行役員アセアン支配人として、アセアン地域統括会社としてシンガポールに新設された丸紅アセアン会社の初代社長に就任した。2010年常務執行役員。この間中国日本商会会長なども務めた。2013年から日清丸紅飼料代表取締役社長を務めた。2015年からは日本飼料工業会会長及び中央畜産会理事を兼務し、自由民主党の会合などに参加し、業界再編の必要性を訴えた。